# Ludwig Merker
Ludwig Merker (* 1. September 1894 in Künzelsau; † 14. März 1964 in Tübingen) war ein deutscher Generalleutnant der Wehrmacht im Zweiten Weltkrieg.

## Leben
Ludwig Merker trat nach dem Beginn des Ersten Weltkriegs als Freiwilliger am 10. August 1914 in das Dragoner-Regiment „Königin Olga“ (1. Württembergisches) Nr. 25 der Württembergischen Armee ein. Am 1. September 1915 kam er zum 10. Württembergischen Infanterie-Regiment Nr. 180 und wurde hier am 6. August 1916 zum Leutnant befördert.
Nach dem Ersten Weltkrieg wurde er in die Reichswehr übernommen. Ab 1. Oktober 1935 war er in der Wehrmacht Kommandeur des I. Bataillons des Infanterie-Regiments 35. Am 1. Oktober 1937 wurde er zum Oberstleutnant befördert. Vom 26. August 1939 über den Beginn des Zweiten Weltkriegs war Merker Kommandeur des Infanterie-Regiment 215 bei der 78. Infanterie-Division. In dieser Funktion wurde er am 1. Oktober 1940 zum Oberst befördert und am 18. November 1941 mit dem Ritterkreuz des Eisernen Kreuzes sowie am 27. Mai 1942 mit dem Deutschen Kreuz in Gold ausgezeichnet.
Vom 10. September 1942 bis zum 5. November 1943 mit einer Unterbrechung von April bis Juni 1943 war Merker Kommandeur der 35. Infanterie-Division. Am 1. Oktober 1942 wurde er Generalmajor und am 1. April 1943 Generalleutnant. Als Kommandant von Pinsk war er ab 15. März 1944 eingesetzt und war vom 20. Juli bis zum 23. August 1944 Kommandeur der Oberfeldkommandantur 399, welche im September 1944 aufgelöst wurde. Ab dem 23. September 1944 war er als Nachfolger des zwangsversetzten Generalleutnants Heinrich Stümpfl Kommandant von Wien und vom 26. März bis zum 5. April 1945 Kampfkommandant von Wien.
Nach dem Krieg wohnte er in Tübingen. Er war Mitglied der Studentenverbindung Tübinger Königsgesellschaft Roigel.